# Ursus C-385A
Ursus C-385A – pierwszy ciężki ciągnik wyprodukowany w ZM "URSUS" z napędem na cztery koła. Jego produkcja trwała w latach 1975–1981. 
W okresie od 1975 do 1977 roku wyprodukowano 1615 egzemplarzy Ursusa C-385A.

## Dane techniczne
- silnik – Z8001, 4-suwowy, wysokoprężny, rzędowy
- liczba cylindrów – 4
- moc – 55 kW (75 KM)
- liczba biegów do jazdy w przód – 16
- liczba biegów wstecznych – 8
- prędkość jazdy – 1,77–24,68 km/h
- masa ciągnika gotowego do pracy – 4510 kg
- siła uciągu – 4500 kG
- masa własna – 3700 kg
- wymiary ciągnika (długość x szerokość x wysokość) – 3950 x 1930 x 2490 mm
- prześwit – 420 mm
- rozstaw kół
  - przód – 1350 do 1800 mm
  - tył – 1500 do 1725 mm
- skrzynia biegów – mechaniczna, czterobiegowa z reduktorem i wzmacniaczem momentu
- rozmiar ogumienia: 
  - przód – 12,4/11–24
  - tył – 16.9/14–34
- kabina – metalowa, dwumiejscowa z odchylanym dachem